# Махринська-Степачова Галина Павлівна
Галина Павлівна Махри́нська-Степачо́ва (20 серпня 1935, Дмитров — 8 листопада 2014, Горно-Алтайськ) — українська радянська і російська скульпторка та іконописиця; член Спілки радянських художників України з 1970 року.

## Біографія
Народилася 20 серпня 1935 року в місті Дмитровові Московської області (нині Росія). 1961 року закінчила Київський художній інститут. Була ученицею Михайла Лисенка, Миколи Рябініна.
Протягом 1961—1968 років працювала у Києві у Центральній технологічній контрольно-виробничій лабораторії дитячих іграшок УРСР, де займалась виготовленням авторських ляльок, потім на творчій роботі. Мешкала у Києві в будинку на вулиці Курській, № 14 б, квартира № 40. У 1986 році, після аварії на Чорнобильській атомній станції, переїхала до Горно-Алтайська.
Померла 8 листопада 2014 року в Горно-Алтайську. Похована в Горно-Алтайську на території Свято-Макаріївського храму.

## Творчість
Працювала у галузях станкової і монументальної скульптури (використовувала переважно ковану мідь, мармур). Авторка ляльок (близько 50 робіт, відзначені на конкурсах), ікон та іконостасів для православних церков Республіки Алтай. Серед робіт:
- скульптури «Хай завжди буде сонце!» (1963), «Доле моя, доле…» (1964), «Портрет» (1966), «Материнство» (1966; 1976; 1980; 1981), «Сімейка» (1981);
- пам'ятник піонерам Віті Бровченку і Опанасові Черевику в колгоспі імені XXII з'їзду Дніпропетровської області (1966);
- декоративна композиція у колгоспі імені Володимира Леніна Полтавської області (1966);
- композиції «Мадонна» (1980), «Альонушка» (2003, мармур; Горно-Алтайськ);
- ікони «Казанська» (1986; 1989; 1993; 1995; 1997; 2002), «Володимирська» (1987; 1990; 1996), «Божа Матір Скоропослушниця», «Святий Пантелеймон», «Великомучениця Варвара» (усі — 1988—1989), «Різдво Богородиці» (1993; 1999), «Введення до храму» (1993; 2000), «Державна» (1994; 1995; 1997), «Тихвинська» (1995), «Покрова», «Благовіщення» (обидві — 1997), «Милостива» (2003), «Абалацька» (2005).

Брала участь у всеукраїнських виставках з 1964 року.